# 東陽町 (名古屋市)
東陽町（とうようちょう）は、愛知県名古屋市中区の地名。

## 歴史

### 沿革
- 1909年（明治42年）10月1日 - 愛知郡千種町字西境・下古井の各一部により東陽町8丁目が、字下古井の一部により東陽町9丁目が、字西塚の一部により東陽町10丁目・11丁目が成立する[1]。
- 1911年（明治44年）11月1日 - 一部が養老町に編入される[1]。また、愛知郡前津小林町字長総の一部により東陽町1丁目が、字下キロメキの一部により東陽町2〜4丁目が、字野田の一部により東陽町5〜6丁目が、字元瓦の一部により東陽町7丁目が成立する[1]。
- 1969年（昭和44年）10月21日 - 住居表示実施に伴い、1丁目の一部が栄三丁目に、1〜5丁目の各一部が栄五丁目に、3・4丁目の各一部が千代田一丁目に編入される[1]。
- 1977年（昭和52年）10月23日 - 一部が新栄一丁目および同二丁目に編入され消滅[2]。

## 施設
- 東陽館